# Sylvester Samuel Anhorn von Hartwiss
 Sylvester Samuel Anhorn von Hartwiss (* 24. Januar 1659 in Mosbach; † 9. August 1736 in St. Gallen) war ein Mediziner und Stadtphysikus von St. Gallen.

## Leben
Sylvester Samuel Anhorn von Hartwiss war ein Sohn des von 1649 bis 1660 in Mosbach wirkenden Schweizer reformierten Pfarrers Bartholomäus Anhorn von Hartwiss. Sylvester Samuel Anhorn von Hartwiss studierte Medizin, wurde 1679 an der Universität Heidelberg promoviert und wirkte anschließend als Arzt und später ab 1719 auch als Stadtphysicus in St. Gallen. 1709 wurde er Mitglied der Rates der Stadt St. Gallen.
Am 14. Juni 1691 wurde Sylvester Samuel Anhorn von Hartwiss mit dem akademischen Beinamen Strabo I. unter der Matrikel-Nr. 187 als Mitglied in die Leopoldina aufgenommen.

## Schriften
- Disputatio Inauguralis Medica De Febre Tertiana Simplici. Ammonius, Heidelberg 1679